# Гарабед Гарабедов
Гарабед Гарабедов – Гальо (1 май 1911 – 24 април 1991) е български футболист, защитник. В продължение на 13 години е състезател на Тича (Варна).

## Биография
Гарабедов започва да тренира футбол в Гранит (Варна). На 15-годишна възраст изкарва проби във Владислав, но не е одобрен. Впоследствие преминава в големия съперник Тича, където се утвърждава като основен футболист. Играе на позицията ляв бек. С Тича става шампион на България през 1937/38, както и вицешампион през 1935 и 1936. Носител на Купа „Варна“ през 1932 г. Между 1937 г. и 1940 г. изиграва 33 мача в Националната футболна дивизия. Извън футбола е обущар по професия.

## Успехи
Тича
- Национална футболна дивизия –  Шампион: 1937/38
- Държавно първенство –  Вицешампион (2): 1935, 1936